# Прищински университет
Прищински университет (на албански: Universiteti i Prishtinës) е обществен университет, висше училище в град Прищина, Косово. Основан е на 18 ноември 1969 г. Състои се от 17 факултета, от които 14 са академични, а 3 са факултети по приложни науки. От 2016 г. ректор на университета е Марян Дема.

## История
На 18 ноември 1969 г. със закон е взето решение за създаването на университета. На 15 февруари 1970 г. се провежда тържествено заседание на учредителното събрание, тази дата е обявена от ръководните органи като Ден на Прищинския университет. При създаването си, университета се състои от 4 факултета – философски, правно–икономически, инженерен и медицински.

## Факултети
- Философски факултет
- Факултет по математика и естествознание
- Филологически факултет
- Юридически факултет
- Стопански факултет
- Факултет по строителство и архитектура
- Факултет по електротехника и компютърна техника
- Факултет по машиностроене
- Медицински факултет
- Факултет по изкуствата
- Факултет по земеделие и ветеринарна медицина
- Минно-металургичен факултет
- Факултет по физическо възпитание
- Педагогически факултет (с филиали в Гниляне, Дяково, Призрен и Прищина)
- Факултет по приложни науки в Косовска Митровица
- Факултет по приложни науки във Феризово
- Факултет по журналистика